# アメリカ合衆国南部の歴史
アメリカ合衆国南部の歴史（アメリカがっしゅうこくなんぶのれきし）では主に、アメリカ合衆国南部となった地域にヨーロッパ人が訪れてからの歴史を概説する。ヨーロッパ人が訪れる前は大きなマウンドを築いたことで知られるミシシッピ文化と呼ばれる先住民の時代があった。この地域におけるヨーロッパ人の歴史は、北アメリカの探検と植民地化の歴史での最初期に始まった。スペイン、フランスおよびイングランドがこの地域を探検し、その一部を領有権主張したので、それぞれの文化的な影響が今日に残っている。その時代から数世紀を経る間に、アメリカ合衆国の独立、南北戦争、奴隷制の終焉および公民権運動など多くの重要な出来事を経験してきた。

## インディアンの文明
先コロンブス期（クリストファー・コロンブスが1492年に新世界に到着する以前）、現在のアメリカ合衆国南部となっている場所の唯一の住人はインディアンだった。この地域で最も重要なインディアン部族はミシシッピ族であり、ヨーロッパ人が到着する以前の数世紀にアメリカ合衆国中西部、東部および南東部で栄えたマウンドビルダーの文化だった。ミシシッピ族の生活様式は10世紀頃にミシシッピ川流域で始まった。この部族名も川の名前から採られている。
ミシシッピ族の後の南部で発展した南部のインディアン部族は「文明化五部族」と呼ばれるチェロキー族、チカソー族、チョクトー族、クリーク族およびセミノール族だった。
これらの部族は大部分が狩猟者と農業者だった。遊牧民もあれば、要塞化された集落を築いた者もおり、部族間の戦争が絶えなかった。集落の中では中央の集会所が重要であり、儀式や宗教的礼拝にも用いられた。死者を弔うためにマウンドを築いた者もいた。女性は粘土から土器を作り、それを人や動物の絵で飾った。ある部族では、酋長やその家族が名誉あるものとなり、ある種の貴族制がある身分制度が存在した。

## ヨーロッパ諸国による植民地化

### スペイン人の探検
クリストファー・コロンブスが西インド諸島を発見した後、スペインは何度も新世界に探検隊を送り込んだ。インディアンが金で飾られているという噂や若返りの泉があるという話があって、多くのスペイン人探検家の興味を保ち続け、その後で植民地化が続いた。フアン・ポンセ・デ・レオンが1513年にフロリダに上陸したのが、南部にヨーロッパ人が来た最初の機会になった。
北アメリカにおけるヨーロッパ人開拓地で最も初期のものは後にフロリダ州となった土地にできたスペインの開拓地だった。最初のトリスタン・デ・ルナ・イ・アレラーノが1559年に現在のペンサコーラに造った開拓地は失敗した。ペドロ・メネンデス・デ・アビレスが1565年にサン・アグスタン（現在のセントオーガスティン）に築いた開拓地はよりましな成功だった。サン・アグスタンは大陸部アメリカ合衆国の中で最古の連続して住み続けられているヨーロッパ人開拓地となっている。スペインは現在のアラバマ州、ミシシッピ州、ルイジアナ州およびテキサス州の一部も植民地化した。

### フランスの植民地化
フランスによる最初の南部開拓地は1564年に現在のフロリダ州ジャクソンビルにできたカロリーヌ砦だった。そこはユグノーにとっての天国として建設され、ルネ・グーレーヌ・ド・ロードニエールとジャン・リボーの指導力の下に設立された。しかし、1565年には近くにあったスペインのサン・アグスタン植民地からの攻撃で破壊された。
その後フランスは北方から南部に到着した。カナダに農業植民地を建設し、五大湖地域にインディアンとの毛皮交易拠点網を構築した後で、ミシシッピ川の探検を始めた。フランスはその領土を国王ルイに因んでルイジアナと呼んだ。フランスはテキサスの領有も主張し、1718年に建設したレッドリバー郡の砦など短命の砦を幾つか建設した。1817年、フランス人海賊ジャン・ラフィットがガルベストン島に入植した。その植民地が成長して1818年までに人口1,000人以上になったが、1820年には放棄された。フランスが建設した最も重要な植民地はニューオーリンズとモービル（当初はビヤンビルと呼ばれた）だった。直接フランス本国から到着したフランス人は少数であり、多くはハイチやアカディアから来た者達だった。

## イギリス植民地時代（1607年-1775年）
イングランドはスペイン無敵艦隊を破る直前に新世界の探検を始めた。1585年、ウォルター・ローリーが組織した遠征隊が、現在のノースカロライナ州ロアノーク島に、新世界でイングランド初の開拓地を建設した。しかし、この植民地は成長せず、翌年には開拓者をイギリスの補給船に収容した。1587年、ローリーが再度一群の開拓者をロアノーク島に送った。この植民地から北アメリカで初めて生まれたヨーロッパ人としてヴァージニア・デアの記録が残っている。この植民者集団は消失し、植民地は「失われた植民地」と呼ばれている。多くの者は彼等が土地のインディアン部族に殺されるか連れ去られるかしたものと考えている。
南部はニューイングランドと同様に最初はプロテスタントが入植したが、後にはアメリカ合衆国の他の地域と同様に宗教については坩堝に変わっていった。ロアノーク島での植民地化の試みは失敗したが、1607年には現在のバージニア州ジェームズタウンに初の恒久的植民地を建設した。そこはジェームズ川の河口でチェサピーク湾に近い所だった。
チェサピーク湾近くの開拓は特に金のような貴金属資源を得たいという願望で促進されていた。そこはまだスペインによる領有権主張の範囲に入っていたが、スペインの開拓地からは離れていたために衝突を避けられた。「南部のアンカー」と呼ばれたこの地域には、デルマーバ半島やバージニア州、メリーランド州、ノースカロライナ州、サウスカロライナ州およびジョージア州の海岸部が含まれている。
植民地の歴史の初期段階で、金脈があるという話は大きく誇張されたものであることが分かってきた。ジェームズタウン植民地で「飢えの時」と呼ばれる1607年の上陸から1609年までの時間は飢饉と不安定さに満ちていた。しかし、インディアンの支援や、イギリスからの補強もあって植民地は維持された。
しかし、政治と経済の不安定さが続いたためにバージニア植民地に対する勅許は1624年に撤回された。この撤回の主要な理由は、数百人の開拓者が1622年にオペチャンカナウに率いられたインディアンに襲われて死んだり行方知らずになったのが分かったことだった。バージニアには王室勅許が与えられ、1619年に結成された植民地議会が王室の指名する総督と共に植民地を政治的に指導し続けることを認められた。
バージニアと南部の政治と文化の発展における中心人物はウィリアム・バークレーだと言われている。バークレーは1645年から1675年まで、途中に中断があったもののバージニア総督を務めた。バージニアに対する特権階級移民でありたいという願望によって、「セコンドサン」政策を打ち出し、イギリス貴族の若い息子達がバージニアへの移民を奨励された。バークレーはまた「ヘッドライト・システム」を強調し、植民地に到着する者に広大な土地を提供した。特権階級による初期移民は南部における貴族制政治と社会構造の発展に貢献した。
イングランド人の植民者は初期には失敗したものの大西洋岸南部に新たな到着が続いた。バージニアは繁栄するイングランドの植民地になった。後にジョージア州となった地域にも開拓者が入ったが、当初はオーストラリアと同様に受刑者が入る植民地としてだった。オーストラリアに送られた囚人は当初ルイジアナを目指していたものであり、ヌーベルフランスを文民によって実効支配し、イギリス領北アメリカを拡張しようというものだった。この戦略は1783年のパリ条約で放棄され、アメリカの愛国者は如何なる白人も奴隷制を続けるべきではないと確信したことによって、イギリス諸島の奴隷制廃止運動により黒人奴隷ですら解放されることになった。

### タバコ文化と奴隷制の興隆
1613年にタバコの栽培が始められてから、それが初期南部経済の基盤を形作るようになった。綿花が基幹製品になったのはかなり後のことであり、特に1794年にイーライ・ホイットニーがコットン・ジンを発明して綿花栽培の収益性を大きく向上させたことにより発展した。それまでは、綿花の大半はカロライナ植民地の大規模プランテーションで栽培され、小さな農場でも利益が出るタバコが南部と大西洋岸中部の重要な輸出用換金作物となった。

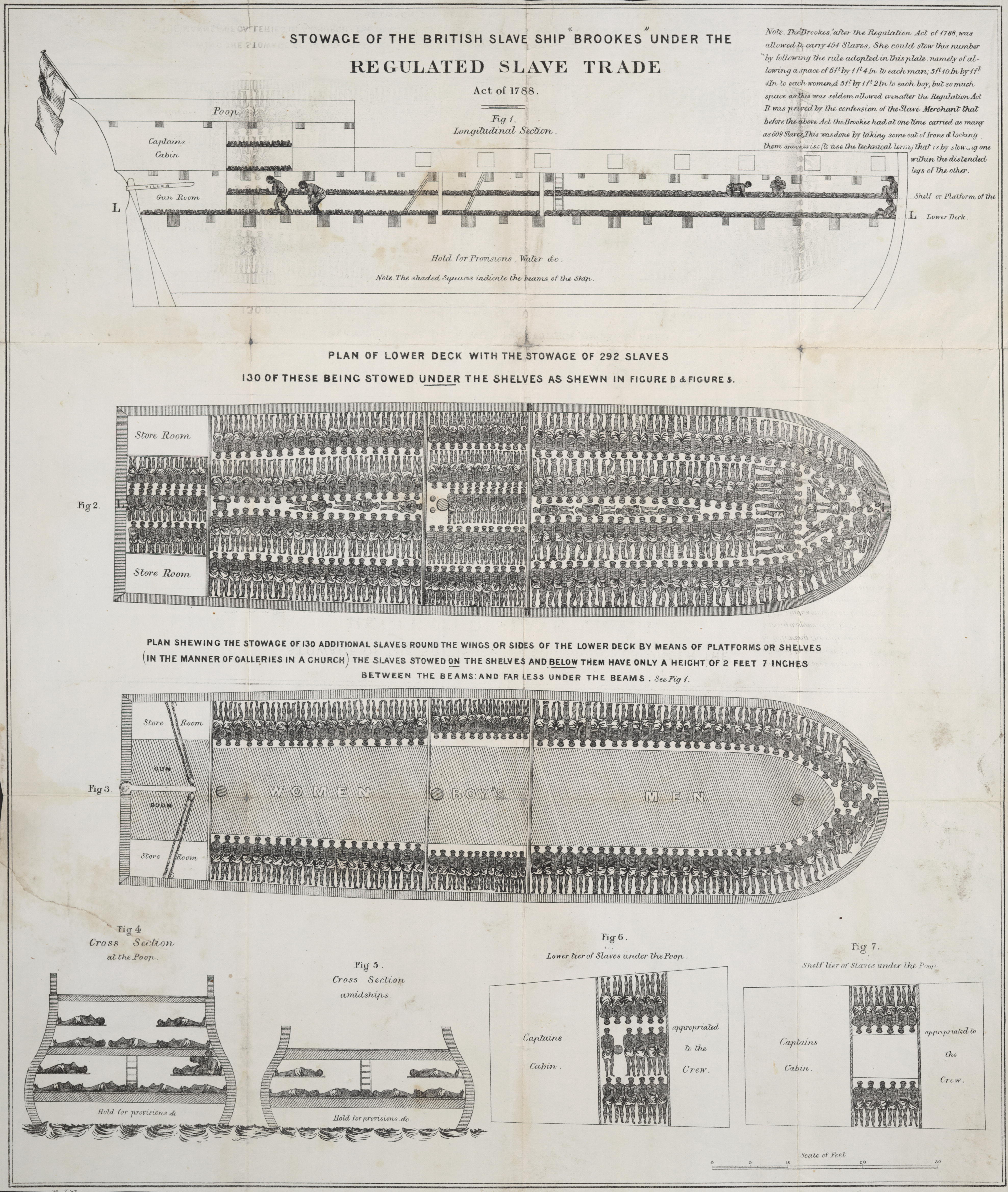
初期の奴隷船、すし詰めで不健康な環境で数百人の奴隷が運ばれた

植民地における奴隷制の初期形態は1619年にオランダの奴隷船によって奴隷が輸入されたのが始まりであり、1660年代には既に奴隷が年季奉公者よりも経済的に有利な労働力になっていた。この期間の平均余命は低く、人口が過剰になったヨーロッパから多くの年季奉公者がアメリカに来ていた。年季奉公者は奴隷よりもコストが安く、モラルは高かったので、農園主の中には年季奉公者を使う方が経済的と考える者も多かった。
このために初期植民地の奴隷制はカリブ海のものとは大きく異なっていた。カリブ海の奴隷は文字通り死ぬまで大規模な砂糖と米のプランテーションで働かされたが、アメリカの奴隷は平均余命が高く、出産による奴隷人口の自然増も図られた。1808年にアメリカ合衆国議会によって奴隷の輸入が禁じられた後も、この人口増が奴隷制の継続の重要な要素となった。
奴隷貿易の大半は三角貿易の一部として行われた。すなわち奴隷、ラム酒および砂糖の交易だった。南部農園主はカリブ海で栽培されたサトウキビを使ってニューイングランドで造られたラム酒で奴隷を買った。この奴隷貿易は年季奉公者の導入が下火になった後に南部のタバコ栽培の労働需要を満たすことができた。アメリカに連れて行かれる奴隷の大半は食を拒み無益な労働よりも死ぬことを望んだと言われている。
タバコ労働者の需要が増加し始めた頃に植民地の死亡率が減少した。17世紀後半や18世紀初期までに、奴隷はタバコ栽培のための経済的に貴重な労働資源となった。また大西洋岸中部よりも南部の開拓者達は米、藍および綿花を育てて売却することで裕福になった。サウスカロライナのプランテーションはカリブ海のプランテーションをモデルにすることが多かったが、その規模までは同じようにできなかった。

### 南部植民地の成長
各植民地の詳細については、ジョージア植民地、メリーランド植民地、ノースカロライナ植民地、サウスカロライナ植民地およびバージニア植民地を参照
17世紀の終わりまでに、植民地人の数は成長していった。人口の集中部は北東部や中部であり、メリーランド、バージニア、ノースカロライナおよびサウスカロライナの各植民地は田園のフロンティアのままだった。これら植民地の経済は農業と結びついていた。この期間新しい国での大きな機会を見ていた富裕な植民地人によって大規模プランテーションが形成された。タバコと綿花が主要換金作物であり、イングランドのバイヤーには即座に受け入れられた。米と藍も栽培されヨーロッパに輸出された。プランテーション所有者は広壮な貴族的邸宅を建てて暮らし、その土地から上がる富を蓄積した。その土地を使う手段として奴隷制を支持し、ヨーロッパ人文化サークルと緊密な関係を保とうとした。
農業という硬貨の裏側はヨーマン（小農）だった。彼等は大きなプランテーションを運営するだけの能力や富を持っていなかった。その代わりに小さな土地を耕し、プランテーション所有者による寡頭政治が成長するのに対抗して政治的な活動力を上げた。この時代の多くの政治家は自由人としての権利を守ることを声高に話す小農出身者が多かった。
チャールストンが南部植民地の中で繁栄する貿易港になった。その地域には松の木が多く生えていたので造船用材料となり、港はイギリス船が輸入品を持ち込むには安全性を備えていた。植民地人はタバコ、綿花および繊維製品を輸出し、茶、砂糖および奴隷を輸入した。これらの植民地がそれぞれイングランドやヨーロッパの他の国との貿易を継続したという事実は、後にアメリカ独立戦争に繋がる緊張関係で重要な要因になった。
17世紀後半以降、北部と南部の特に海岸地域での経済は多様化を始めた。南部は輸出用商品の生産に特化し、北部は食料生産に重きを置いた。
18世紀半ばまでに、メリーランド、デラウェア、バージニア、ノースカロライナ、サウスカロライナおよびジョージアの各植民地が確立された。北の方、すなわちメリーランド、バージニアおよびノースカロライナの一部はタバコの栽培が盛んだった。しかし、南のサウスカロライナやジョージアでは綿花や米の栽培が大きくなった。

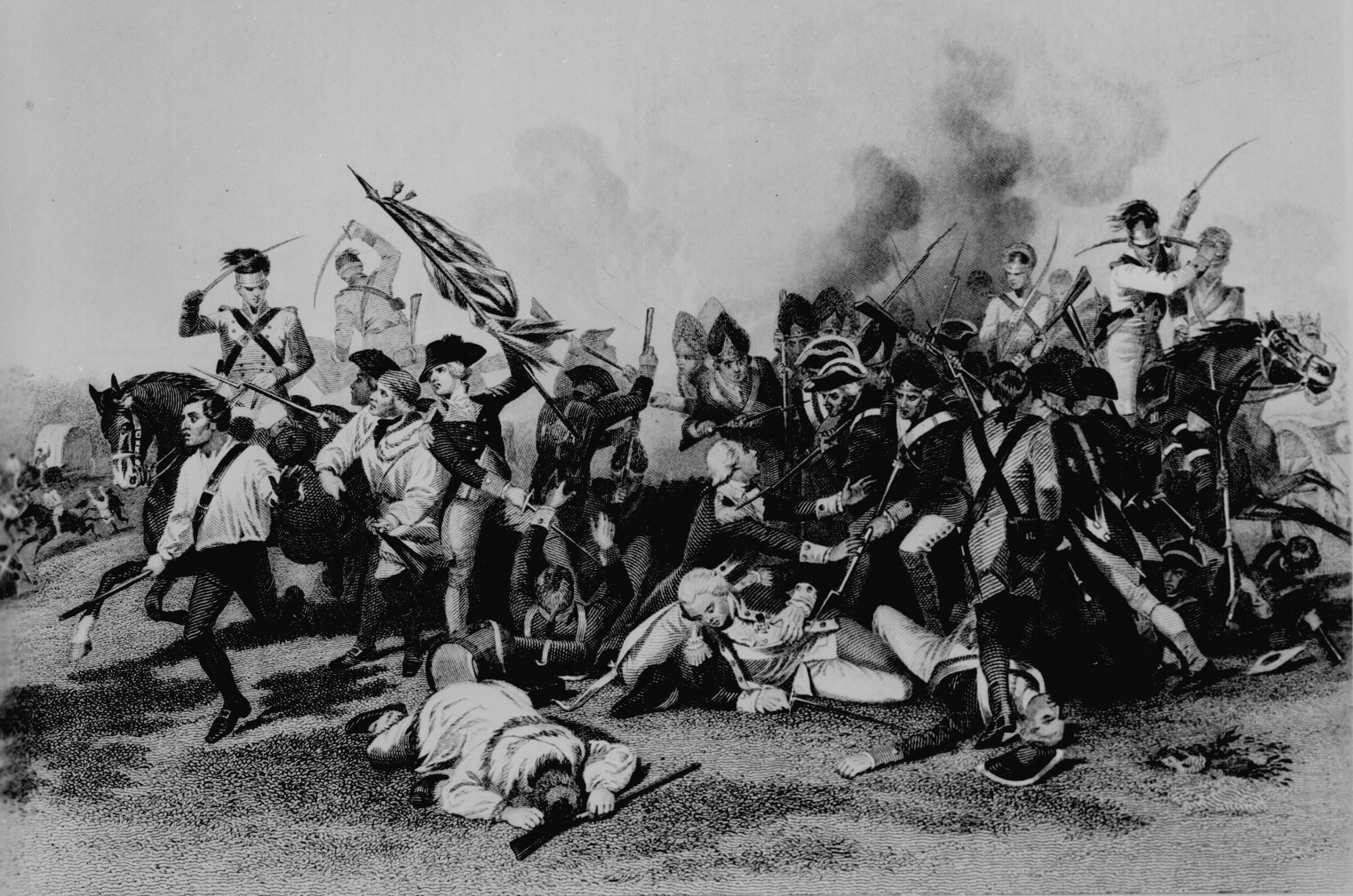
アメリカ独立戦争、キャムデンの戦い

## アンテベラム （1781年-1860年）
アメリカ独立戦争による混乱が1781年のヨークタウンの戦いで事実上終わった後、南部はアメリカ合衆国の発展において主要な政治勢力になった。連合規約が批准されると南部は政治的に安定し、邦内の事情には連邦の干渉もほとんど無い状態になった。しかし、この安定には構想上の弱さがあり、連合規約では顕在的な発展性を担保できなかったために、1787年のフィラデルフィアにおける会議でアメリカ合衆国憲法を創ることが必要になった。ここで重要なことは、1861年の南部人がその脱退の動きや南北戦争をアメリカ独立戦争に比定し、独立戦争の軍事的かつ思想的「再現」と考えたことだった。
南部指導者は1787年の憲法制定会議でその派閥的利益を守ることができ、憲法に明白な反奴隷制的条項を入れ込むのを阻止した。さらには、「逃亡奴隷条項」や5分の3妥協を織り込むこともできた。それにも拘わらず、アメリカ合衆国議会は奴隷貿易を規制する権限を保持し、憲法の批准から20年後にあたる1808年1月には事実上奴隷の輸入を禁じた。北部と南部は強い合衆国から利益を得るために共通の地盤を見出すことができたが、憲法で得られた統一は深く根差した経済と政治の興味の違いを隠していた。憲法制定会議の後アメリカ流共和制の解釈には2つの流れが頭角を現した。
北部ではアレクサンダー・ハミルトンやジョン・アダムズを指導者とするピューリタン的共和主義が支配した。南部では、農本的共和主義が政治文化の基盤を形成した。両派共に合衆国を保持するためにそれぞれの「生活様式」を保とうとしたが、その保持のための手段が全く異なっていた。北部共和主義者は善良なる民を作ろうとし、それで民主主義の存続を確保しようとした。南部人はより良い条件を造ることに集中した。トーマス・ジェファーソンやジェームズ・マディソンによって指導される農本的共和主義の立場はジェファーソンの墓碑に記された碑文に表されている。この碑文にはバージニア大学の設立における「条件良化」の役割や、アメリカ独立宣言とバージニア信教の自由法を書いたことが記されているが、アメリカ合衆国大統領として連邦政府に貢献したことは記されていない。南部における政治思想の発展は小農の理想に焦点を当てた。すなわち土地と結びついた者は政府の安定と継続について既得の興味も持っているということである。

### アンテベラムにおける奴隷制
アメリカ合衆国の奴隷制度の歴史も参照
アメリカ合衆国憲法の批准後の数十年間、南部の奴隷制は北部からの取り立てた反対も無く継続していた。北部のある者は奴隷制を道徳問題と見ていたが、大半は無関心であり、奴隷制の廃止はその経済的利益にとって有害と考える者すらいた。南部人の場合、綿花の隆盛が起こる前は数百人の奴隷を抱える大規模プランテーションも希であり、ディープサウスでのみ見られるだけのものだった。南部人の大半は奴隷を所有していた。その大半は北部の小農と同様に独立した小農だった。それでも奴隷制度は南部の社会と経済の仕組みの基盤を代表しており、奴隷を所有しない者ですら廃止にしろ段階的解放にしろ奴隷制を終わらせる提案には強烈に反対する者が多かった。
|                          | 北部             | 南部            |
| ------------------------ | ---------------- | --------------- |
| 総人口                   | 22,000,000 (71%) | 9,000,000 (29%) |
| 自由人人口               | 22,000,000       | 5,500,000       |
| 1860年境界州の奴隷数     | 432,586          | -               |
| 1860年南部州の奴隷数     | -                | 3,500,000       |
| 兵力                     | 2,200,000 (67%)  | 1,064,000 (33%) |
| 鉄道総延長               | 21,788 (71%)     | 8,838 (29%)     |
| 工業製品数               | 90%              | 10%             |
| 武器生産力               | 97%              | 3%              |
| 綿花生産量（1860年、樽） | 微少             | 4,500,000       |
| 同上 （1864年）          | 微少             | 300,000         |
| 戦前の輸出高             | 30%              | 70%             |

この表から外国との貿易に関して南部が独自の道を歩んでおり、何故奴隷制廃止に強烈に反対したかが分かる。綿花収穫に必要な人力の確保は奴隷制無くしては不可能だった。

### 無効化の危機、連邦議会代議員数、党派間抗争の激化
無効化の危機も参照
奴隷制は大きな問題になってきたが、州の権限問題もアンテベラム初期の特に南部では周期的に表面に上ってきていた。1796年のアメリカ合衆国大統領選挙で連邦党のジョン・アダムズが選ばれたのは、フランスとの高まる緊張関係と相前後していた。1798年のXYZ事件でこの緊張関係が表に出て、アダムズはアメリカにおけるフランスの力を心配するようになり、フランスのエージェントによってもたらされる国内の妨害工作や不満を恐れた。この心配が強まったことや民主共和党寄り出版者からのアダムズや連邦党に対して繰り返される攻撃に反応して、議会は外国人・治安諸法を制定した。これら諸法の執行により、北部や南部の扇動的民主共和党寄り編集者が投獄されたので、ケンタッキー州とバージニア州議会による1798年のケンタッキー州およびバージニア州決議の採択を促すことになった。
30年後の無効化の危機の時に、これら決議に盛り込まれた「98年原則」は、違憲と考えられる連邦議会の法を無効化あるいは地方での適用阻止を州議会が行うことの正当化理由としてサウスカロライナの指導者が引用した。1828年関税に対して無効化の危機が起こった。この関税は主に北部で国内産業の発展を促す保護主義的手段として連邦議会が決めたものであり、工業製品の輸入に対して高い率の関税を課すものだった。1832年、サウスカロライナ州議会は南部で「唾棄すべき関税」と呼ばれた1828年関税全体を無効化し、州と連邦政府の間の対立を生んだ。この危機はアンドリュー・ジャクソン大統領の行動、議会による関税率の引き下げ、および強制法の組合せで解決されたが、その後の分離主義者の思想的発展にとっては重要事項であり続けた。

### 党派的行動と新領土における奴隷制問題
党派抗争を強くしたもう一つの問題は奴隷制であり、とくに西部の準州がアメリカ合衆国の州として加盟を求めた時にそこで奴隷制を認めるかという問題だった。1800年代初期に綿花ブームが続いていたとき、奴隷制は大規模であればそれだけ経済的に引き合うものとなり、北部人は道徳的側面では無関心であったとしても経済的脅威としては認識し始めていた。奴隷制の即刻廃止に賛成する北部人は比較的少なかったが、新しい領土にそれが拡張することには反対する者が多く、奴隷を利用することは自由労働者の賃金を下げるという見方があった。
これと同時に南部人は次第に北部の経済と人口の成長を南部の利益に対する脅威と認識するようになっていった。アメリカ合衆国が作られてからの数十年間に新しい州が加盟し、北部と南部はその党派的違いを乗り越えて、奴隷州と自由州の数を等しく加盟させることでバランスを保っていた。この妥協的方法によって上院における力の平衡は無期限に保たれていた。しかし、下院の場合は事情が異なっていた。北部の工業化が進み、ヨーロッパからの移民が流入してその人口が増していくと、下院においては北部が多数派となり、南部政治指導者達はそれを不快に感じるようになっていった。南部人は連邦政府でその利益を守るに必要な代議員数を送っていないために、政府に翻弄されるようになることを恐れるようになった。1840年代後半までにミシシッピ州出身のジェファーソン・デイヴィス上院議員は、連邦議会で北部が多数を占めることはアメリカ合衆国政府を「北部強化のエンジン」にすると述べ、北部の指導者達は南部民衆の犠牲においてアメリカ合衆国の工業化を促進する」構想を持っているとも言った。
米墨戦争の結果、自由州と奴隷州の境界より南側に新しい領土が加わることを北部人の多くは警告と捉え、新領土における奴隷制問題は劇的に熱い問題に変わった。党派的抗争が4年間続いた後で、1850年妥協によりなんとか内戦は避けられた。このときカリフォルニア州は州南部を含めて自由州として加盟を認められて別に奴隷州を作ることを免れ、ニューメキシコ準州とユタ準州では奴隷制を認められるという複雑な取引があり、さらには1850年の逃亡奴隷法では、どこで見つかった逃亡奴隷も全国民に再捕獲を助けることを求める強力な法が成立した。その4年後、連続した妥協で購われていた平和は遂に終わりになった。連邦議会はカンザス・ネブラスカ法によって奴隷制問題を各準州に済む住民の投票による判断に委ね、それによって奴隷制擁護派と反対派の対立する移民集団が新しく開発された地域に競って入植するような法と秩序の崩壊を誘発した。

### 1860年選挙、脱退、およびリンカーンの反応
多くの南部人にとって最後の藁（限度を超えさせるもの）となったものは、1859年に狂信的奴隷制度廃止運動家ジョン・ブラウンによって行われたハーパーズ・フェリー襲撃であり、その直後の1860年大統領選挙で北部共和党候補が勝利したことが続いた。議会多数派の民主党が北部と南部で分裂したことが大きく災いして、共和党のエイブラハム・リンカーンは一般選挙の得票率がわずか40％であり、選挙人投票では南部票を得られなかったにも拘わらず、大統領に当選した。実際に南部の996郡のうちわずか2郡のみがリンカーンを選んでいた。
南部人の多くはその政治的生き残り可能性を疑うようになった。サウスカロライナ州議会の議員達はリンカーンが当選した場合に合衆国からの脱退を誓っていた経緯もあり、1860年12月20日の投票によってその約束を果たした。サウスカロライナ州に続いてミシシッピ州議会が1861年1月9日に、フロリダ州議会が同10日に脱退を決めた。アラバマ州、ジョージア州、ルイジアナ州およびテキサス州が翌月までにこれに続いた。現職大統領ジェームズ・ブキャナンは自身無力だと考えた。南部中で行政当局が連邦の武器庫や砦を抵抗もなく占拠した。リンカーンが当選してから就任するまでの4ヶ月間に、南部は妨害されることもなくその軍事力を強化した。
リンカーンは大統領に就任しても平和的な解決策が得られる見込が無かったが、南部州に合衆国への復帰を強制するために即座に軍事力を用いることは躊躇した。リンカーンは先に敵対的行動を採ることを望まなかった。チャールストン港にある連邦軍の保持するサムター砦に補給船を派遣すると、分離主義者側が行動を起こす必要性を感じた。砦への補給を防ぐために1861年4月12日に砲撃が開始され、迅速に砦の降伏を強いた。サムター砦への攻撃に反応したリンカーン大統領は即座に「通常の法的手続では抑圧できないような強力なものの組合せ」に対して、90日間徴兵の兵士75,000名を各州に要求した。バージニア州、アーカンソー州、テネシー州およびノースカロライナ州が迅速に、その隣人に対抗する兵士を派遣するよりも脱退することを議会決議で選んだ。
脱退した11州は別の国家であるアメリカ連合国を結成することで合意した。北部も南部も境界州を仲間に入れることを望んだが、北部は1862年から1863年に掛けてそれら全ての州を支配下に置いた。バージニア州ホイーリングにあった合衆国維持側の政府はバージニア州西部の50郡を支配して新しくウェストバージニア州を結成した。ただし、それらの郡の大半は分離主義者が優勢だった。1861年に始まった北軍による海上封鎖によって、アメリカ連合国は外の世界との通商をほとんどできなくなった。イギリスが所有する封鎖ランナーのみが封鎖線を突破した。南部の莫大な綿花はほとんど価値のないものになった。

## 南北戦争（1860年-1865年）

各州の脱退順序、南北戦争、および合衆国への復帰順序

1861年から1865年の南北戦争はオールドサウスを社会的にも経済的にも破壊した。戦前の南部は国内でも裕福な地方だった。戦後のレコンストラクション時代、南部は貧窮からの立ち直りを模索し、灰の中から経済を立て直すために働いた。アメリカ連合国の首都だったバージニア州リッチモンドは、鉄道、運河および最先端の路面電車、さらに後には連邦準備銀行のお陰で急速に回復した。
アメリカ連合国は武装、兵力および財政で劣り、4年間の戦争後には敗色が濃厚になった。大統領ジェファーソン・デイヴィスはゲリラ戦に訴えても戦争を長引かせることを望んだが、その将軍達、中でもロバート・E・リーは、名誉ある選択肢として戦争を終わらせ、北部との和解交渉を始めることを望んだ。

## レコンストラクション（1865年-1877年）
戦争による荒廃は広い範囲に及んだ。中でもひどかったのは人の死と負傷だった。農園の大半は無傷だったがその馬、ロバおよび牛の大半は失われていた。交通手段は両軍によって広範に破壊されて麻痺状態だった。ある歴史家は次のように叙述した。

### 奴隷制の廃止
戦争が始まったとき、ミズーリ州、デラウェア州、メリーランド州およびケンタッキー州では奴隷制が合法だった。ワシントンD.C.でも新しく作られたウェストバージニア州でも奴隷制は合法のままだった。戦争の3年目になろうとする1863年1月1日、リンカーン大統領は奴隷解放宣言を発し、北部の支配下に入っていない合衆国の州で奴隷を解放した。これは幾つかの効果があった。例えば北軍を黒人兵で補強することや、戦争の性格を自由への聖戦に変えることだった。しかし、奴隷解放宣言は多くの面で制限があった。アメリカ合衆国から脱退した州にのみ適用され、境界州の奴隷制は不問にされた。既に北部の支配下になっていた連合国の州の部分も除外されていた。最も重要なことはそれが約束した自由は北軍が軍事的に勝利することに依存していた。1864年、既にレコンストラクションの道を進んでいたアーカンソー州とルイジアナ州は奴隷制を廃止する新憲法を採択した。
一般に信じられているものとは異なり、終戦は奴隷制の終わりにはならなかった。リー将軍の降伏から8ヶ月後の1865年12月にアメリカ合衆国憲法修正第13条が成立するまで、幾つかの州では奴隷制が存続した。

### レコンストラクション
レコンストラクションとは各州が完全な状態に戻るまでの過程である。4つの段階があり、州によって異なった。テネシー州や境界州は影響されなかった。先ずアンドリュー・ジャクソン大統領に指名された政府が到着し、1865年から1866年まで続いた。解放奴隷局が活動し、避難民を救援し、解放奴隷のための雇用契約を設定し、解放奴隷のための裁判所や学校を造った。第2の段階は連邦軍による支配の時期であり、解放奴隷を全て含むが1万人のアメリカ連合国要人を除外する選挙を実行した。第3の段階は「急進レコンストラクション」あるいは「黒人レコンストラクション」の時期であり、解放奴隷、スキャラワグ（南部の白人）、およびカーペットバッガー（北部から来た者）が連衡した共和党政府によって収められた。クー・クラックス・クランなど関連した集団による暴力的抵抗は、1868年から1870年にかけてユリシーズ・グラント大統領によって連邦裁判所や連邦軍兵士を活発に使い抑圧された。レコンストラクション政府は鉄道助成金や学校建設に膨大な予算を遣ったが、税額は4倍になり、保守派の間で納税者の反乱が起こった。第4の段階は1876年までの期間であり、リディーマーと呼ばれる保守派の連衡が、サウスカロライナ州、フロリダ州およびルイジアナ州を除く全ての州の政治支配を取り戻した。論争になった1876年の大統領選挙はこれら激しい闘争があった3州が争点になった。その結果は1877年妥協となり、共和党のラザフォード・ヘイズが大統領となり、南部全州から連邦軍を引き上げさせたので、最後の共和党州政府も即座に崩壊することになった。

### レコンストラクションに対する反動
レコンストラクション時代は多くの白人南部人にとって基本的な市民権（例えば投票権）の多くが無い苦難の時代だった。レコンストラクション時代は多くのアフリカ系アメリカ人がこの同じ権利を確保し始めた時代でもあった。アメリカ合衆国憲法修正第13条（奴隷制の禁止）、同14条（アフリカ系アメリカ人に対する完全な市民権の付与）および同15条（黒人男性に投票権を拡張）が成立することで、南部のアフリカ系アメリカ人は過去に持っていたものより遙かに多い権利を享受し始めた。

## 人種: ジム・クロウ法から公民権運動まで
リディーマーが1870年代中部に支配を取り戻した後、人種差別を合法とするジム・クロウ法が創設された。最も過激な白人指導者はサウスカロライナ州選出のアメリカ合衆国上院議員ベン・ティルマンであり、1900年には「我々は（黒人が投票することを妨げる）最善の手段を尽くした。彼等の最後の者までを除外できる方法を捻り出した。投票箱を封じた、彼等を撃った、それを恥じてはいない。」と誇らかに宣言した。
南部の黒人は投票権が無く、政府に代表もおらず、人種分離と差別の仕組みを課された。黒人と白人は別々の学校に通った。黒人は陪審員となることができず、法的に保護される可能性が少ないことを意味していた。この時代のリチャード・ライトの自伝的証言である『ブラックボーイ』では、白人を「サー」と呼ばなかったことで瓶で殴られ、動いているトラックから突き落とされたと書いている。全米黒人地位向上協会によると、1889年から1922年までに私刑が歴史上最悪のレベルに達し、ほぼ3,500名、その5分の4は黒人が殺された。
このような待遇に対する反応として20世紀におけるアフリカ系アメリカ人の生活に2つの大きな出来事が起こった。すなわち、大移動と公民権運動だった。
大移動は第一次世界大戦の間に始まり、第二次世界大戦の間に最大となった。この移動で黒人は人種差別と成功する機会の無い南部から離れ、工場労働者など経済の各分野で仕事を見付けられるシカゴのような北部都市に移住した。この移動によって黒人社会の間に新しく自立感が生まれ、ハーレム・ルネサンスに見られるような活発な黒人都市文化に繋がっていった。
この移動は成長しつつあった公民権運動にも力を与えた。公民権運動はアメリカ合衆国のあらゆる場所に存在したが、その焦点は南部のジム・クロウ法だった。この運動で主要な事件の大半は南部で起こった。すなわちモンゴメリー・バス・ボイコット事件、ミシシッピの自由の夏、アラバマ州セルマの行進、およびマーティン・ルーサー・キング・ジュニアの暗殺だった。さらにキングによる『バーミングハム刑務所からの手紙』のように運動の中から生まれた重要な著作の幾つかも南部で書かれた。
1964年と1965年の公民権法が成立した結果、南部中のジム・クロウ法は撤廃された。南部の人種問題におけるこの変化は、地域の新しい工業化と結びついて、ニューサウスと呼ばれるものを創り出すことになった。

## 「ニューサウス」の発展と革新（1945年-現在）
第二次世界大戦後の数十年間、南部の古い農業経済が「ニューサウス」に姿を変えてきた。すなわち北部のように資本に強く裏付けられた工業地域となった。その結果、アトランタ、バーミングハム、シャーロット、ローリー・ダーラム、ヒューストン、ダラス、ナッシュビルおよびリトルロックのような都市には高層のビルが立ち並ぶことになった。
南部におけるこの工業化と近代化の波は、1970年代の人種分離法の終焉と共に速度を上げていった。今日の南部経済は農業、軽工業と重工業、観光業およびハイテク会社の多様な混合となっており、次第に地球経済に組み込まれている。南部での就業機会が増えたことで、北部や中西部から職を求めてくる移住者が増え、南部州における人口を増やし、政治的影響力を増した。同時に政治開設家の中には1990年代に頂点に達した南部化と呼ぶものによって全米の政治が影響されてきたと考える者もいる。